# Dream State
Dream State — рок-группа из Южного Уэльса, образованная в 2014 году. Группа сотрудничает с лейблом UNFD с 2017 года, и на данный момент записала два мини-альбома (дебютный Consequences — в 2015 году и Recovery — в 2017 году, а также студийный альбом Primrose Path.
В состав группы на сегодняшний день входят гитарист Элед Эванс, бас-гитарист Джейк Боуэн, барабанщик Том Коннолли и вокалистка Джесси Пауэлл.

## История

### Основание иConsequences
Группа Dream State была образована в Камертоне, Южный Уэльс, Великобритания в 2014 году как «барная группа» паба «Golden Lion». Участниками группы являлись вокалист СиДжей Джилпин, гитаристы Элед Эванс и Сэм Гаррисон-Литтл, бас-гитарист Дэнни Рейер и барабанщик Джейми Ли.
Первый сингл группы «Burn Them Down» вышел 8 января 2015 года. Позже, 20 ноября того же года, группа выпустила свой первый мини-альбом Consequences, записанный в студии Boneyard Studio в Южном Уэльсе.

### Изменения в составе, UNFD иRecovery
В марте 2017 года группа выпустила сингл «White Lies». Летом того же года коллектив впервые выступил на фестивалях «Reading and Leeds Festivals». Там же стало известно, что группа подписала контракт с лейблом UNFD.
2017 год также связан с изменениями в составе группы. Основатель группы Сэм Гаррисон-Литтл сменился Ризом Уилкоксом.
18 мая 2018 года второй мини-альбом группы Recovery вышел на UNFD.
В 2018 году Dream State приняли участие в записи сборника Songs That Saved My Life, выпущенного в поддержу благотворительных организаций, занимающихся проблемами ментального здоровья и вопросами предотвращения самоубийств. Для этого сборника группа записла кавер на песню Linkin Park Crawling".

### Primrose Pathи уход Дэнни Рэйера
6 марта 2019 года Dream State выпустили сингл «Hand in Hand».
10 июля 2019 года был выпущен сингл «Primrose». Он стал первым релизом, записанным после ухода бас-гитариста Дэнни Рэйера, который «решил сфокусироваться на своей чудесной семье».
20 августа 2019 года вышел сингл «Open Windows», а также стало известно что дебютный альбом группы Primrose Path, спродюсированный Дэном Уэллером (англ. Dan Weller), выйдет 18 октября 2019 года.
Dream State выпустили сингл «Twenty Letters» 8 октября 2019 года, через день после премьеры на передаче Radio 1’s Future Sounds Энни Мак (англ. Annie Mac), вышедшей на BBC Radio 1.
18 октября 2019 года вышел дебютный альбом группы Primrose Path и попал на 100 строчку официального UK Albums Chart. Loudwire был назван одним из лучших 50 рок-альбомов 2019 года. Поспе релиза группа отправилась в тур по Великобритании, который начался 27 октября 2019 года в Глазгоу в качестве хэдлайнера, а также выступала на разогреве Being as an Ocean в их туре по Европе.
В начале 2020 года Dream State поддержали I Prevail в их европейском туре. Последние концерты тура были перенесены из-за пандемии COVID-19
24 июня 2020 года Dream State выпустили клип на песню «Are You Ready To Live?». Клип смонтирован из видео, присланных фанатам, а также кадров со съемок с концертов группы.
28 октября 2020 года вышел сингл группы «Monsters». Двумя днями позднее Dream State объявили, что барабанщик Джейми Ли покидает группу.

### Уход СиДжей и Риза, новый состав
24 февраля 2022 года в социальных сетях группы появился пост гитариста Эледа Эванса, в котором говорилось об уходе из группы СиДжей Джиплин и Риза Уилкокса. Также в нём сообщалось, что у группы уже есть ноые барабанщик и бас-гитарист, имена который, однако, на тот момент остались неизвестны. Новый состав группы был озвучен 14 октября 2022 года в социальных сетях: бас-гитарист Джейк Боуэн и барабанщик Том Конноли были представлены в качестве новых участников группы. Вместе с обновлением состава группы выпустила клип на песню «Taunt Me».
В декабре 2022 года был анонсирован выход мини-альбом «Untethered» с запланированной датой выхода 3 февряля 2023 года, а также был представлен сингл «Comfort in Chaos». В феврале 2023 года вышел «Chain Reactions», третий и последний сингл с «Untethered EP», и группа отправилась в тур по Великобритании.
В июне группа анонсировала, что в конце 2023 года отправится в тур по Великобритании с As December Falls. В октябре они поддержали выступление Funeral For a Friend на Cardiff Utilita Arena.
18 октября стало известно о запланированным на 26 января 2024 года выходе мини-альбома «Still Dreaming».

## Музыкальный стиль и влияние
Музыкальный стиль Dream State в большей степени характеризуеттся как постхардкор и альтернативный рок. Джейк Ричердсон (англ. Jake Richardson) из Kerrang! пишет о звучании группы: «Это с трудом можно назвать постхардкором, скорее квинтет демонстрирует элеменнты мат-рока, металла и панка, чем и впечатляет.»
Группа говорит, что на их творчество оказали влияние такие исполнители как While She Sleeps, A Day to Remember, Slipknot, Tool и Linkin Park.

## Состав
Текущий
- Элед Эванс — соло-гитара (2014-н.в.), ритм-гитара, бэк-вокал (2022-н.в.)
- Джейк Боуэн — бас-гитара, бэк-вокал (2021-н.в.)
- Том Коннолли — ударные (2021-н.в.)
- Джесси Пауэлл — вокал (2022-н.в.)

Бывший
- Сэм Гаррисон-Литтл — ритм-гитара, бэк-вокал (2014—2017)
- Дэнни Рэйер — бас-гитара (2014—2019)
- Джейми Ли — ударные (2014—2020)
- Шарлот-Джейн «СиДжей» Джиплин — вокал (2014—2021)
- Риз Уилкокс — ритм-гитара, бэк-вокал (2017—2021)

## Дискография

### Студийные альбомы
| Название      | Информация                                                           | Пиковые позиции в чартах |
| Название      | Информация                                                           | UK                       |
| ------------- | -------------------------------------------------------------------- | ------------------------ |
| Primrose Path | - Дата выхода: 18 октября 2019 - Лейбл: UNFD - Формат: винил; CD; DL | 100                      |

### Мини-альбомы
| Низвание       | Информация                                                                     |
| -------------- | ------------------------------------------------------------------------------ |
| Consequences   | - Дата выхода: 20 ноября 2015 - Лейбл: самостоятельная запись - Формат: CD; DL |
| Recovery       | - Дата выхода: 18 мая 2018 - Лейбл: UNFD - Формат: CD; DL                      |
| Untethered     | - Дата выхода: 3 февраля 2023 - Лейбл: независимо - Формат: DL                 |
| Still Dreaming | - Дата выхода: 26 января 2024 - Лейбл: независимо - Формат: LP; CD; DL         |

### Участие в сборниках
- Songs That Saved My Life (2018) — «Crawling» (изначальный исполнитель - Linkin Park)

### Клипы
| Год  | Название                 | Альбом           | Режиссёр           |
| ---- | ------------------------ | ---------------- | ------------------ |
| 2015 | «Burn Them Down»         | Consequences     | Scott Samuel       |
| 2015 | «Rebuild, Recreate»      | Consequences     | weCREATE           |
| 2017 | «White Lies»             | Recovery         | Zak Pinchin        |
| 2018 | «In This Hell»           | Recovery         | Zak Pinchin        |
| 2018 | «New Waves»              | Recovery         | Clearway Media     |
| 2019 | «Primrose»               | Primrose Path    | Zak Pinchin        |
| 2019 | «Open Windows»           | Primrose Path    | Zak Pinchin        |
| 2019 | «Twenty Letters»         | Primrose Path    | Zak Pinchin        |
| 2020 | «Are You Ready To Live?» | Primrose Path    | Zak Pinchin        |
| 2020 | «Monsters»               | Non-album single | Zak Pinchin        |
| 2022 | «Taunt Me»               | Untethered       | Zak Pinchin        |
| 2023 | «Comfort In Chaos»       | Untethered       | Zak Pinchin        |
| 2023 | «Chain Reactions»        | Untethered       | Theodore Swaddling |
| 2023 | «Chin Up Princess»       | Still Dreaming   | GLK Media          |
| 2023 | «Still Dreaming»         | Still Dreaming   | GLK Media          |
| 2023 | «Anxious State Of Mind»  | Still Dreaming   | GLK Media          |
| 2024 | «Day Seeker»             | Still Dreaming   | GLK Media          |
| 2024 | «Bloom»                  | TBA              | GLK Media          |

## Награды
Премия Kerrang!
| Год  | Номинируемая работа | Категория                 | Результат |
| ---- | ------------------- | ------------------------- | --------- |
| 2018 | Dream State         | Best British Breakthrough | Победа    |

Heavy Music Awards
| Год  | Номинируемая работа | Категория                 | Результат |
| ---- | ------------------- | ------------------------- | --------- |
| 2019 | Dream State         | Best UK Breakthrough Band | Победа    |